# Oceans of Fantasy
Az Oceans of Fantasy a nyugatnémet Boney M. együttes negyedik stúdióalbuma. Műfaja: eurodiszkó, megjelenés ideje: 1979 szeptember. A felvételi munkálatok a müncheni Union Studiosban és a frankfurti Europasound Studiosban zajlottak. Az utóbbi helyszínen történt a keverés is. Az LP 13 dalt tartalmaz, melyek között – az előző nagylemezekhez hasonlóan – saját számok és feldolgozások egyaránt szerepelnek.

## Háttér-információk
Az Oceans of Fantasy a Boney M. második olyan albuma, amely a brit slágerlista élére került. Az LP olyan népszerű slágereket tartalmaz, mint az El Lute, az I'm Born Again, a Bahama Mama és a Gotta Go Home. Az album beharangozója egy dupla „A” oldalú kislemez volt 1979 nyarán, a Hooray! Hooray! It's A Holi–Holiday (a felvétel a Polly Wolly Doodle című amerikai népdal nyomán született) és a Ribbons Of Blue című dalokkal, melyek az együttes legnagyobb slágerei közé tartoztak. Azok, akik arra számítottak, hogy mindkét dalt megtalálják majd az albumon is, nagyot csalódtak: a Hooray! Hooray! It's A Holi–Holiday nem került rá az LP-re, az eredetileg 4:02 perces Ribbons Of Blue pedig a felére rövidítve hallható csupán az „A” oldal végén. A Gotta Go Home és a Bahama Mama című slágerekből is rövidebb változat került a nagylemezre, mint amilyenek kislemezen jelentek meg. Az LP nagy meglepetése Frank Farian producer másik sikercsapata, az Eruption énekesnőjének, Precious Wilsonnak a közreműködése: a Let It All Be Music című dalban vendégénekesként hallható, Sam & Dave egykori nagy slágerének feldolgozását, a Hold On I'm Coming című felvételt azonban egyedül énekli. Ez lett később megjelent szólólemezének (On the Race Track) első, kislemezen kiadott dala. Az Oceans of Fantasy volt az első Boney M.-album, melyen pontosan feltüntették, hogy ki melyik dalban énekel. A négytagú zenekar két közreműködője, Maizie Williams és Bobby Farrell neve nem szerepel az előadók között. A női szólamokat a két másik előadó, Liz Mitchell és Marcia Barrett énekelte, a férfi szólamokat pedig maga a producer, Frank Farian. Ez a leleplezés nem ártott a Boney M. népszerűségének. Éppen 10 évvel később viszont már nagy botrány keletkezett abból, hogy Farian akkori sikercsapatáról, a Milli Vanilliről kiderült, hogy valójában nem ők éneklik a dalaikat. (Állítólag a két fiú túl sokat követelt a menedzsertől, aki válaszul nyilvánosan leleplezte saját svindlijét.) A duó Grammy-díját visszavonták, a Milli Vanilli eltűnt a süllyesztőben, egyik tagja, Rob Pilatus később kábítószerélvező lett, a rendőrséggel is meggyűlt a baja, végül 1998-ban kábítószer-túladagolásban elhunyt.

## A dalok

### „A” oldal
1. Let It All Be Music (Van Vugt) 5:33 (Közreműködik: Precious Wilson)
2. Gotta Go Home (Frank Farian – Fred Jay – Heinz & Jürgen Huth) 3:46 (Album verzió. A 4:40 perces változat CD-n nem jelent meg.)
3. Bye Bye Bluebird (Frank Farian – Fred Jay – George Reyam) 5:12
4. Bahama Mama (Frank Farian – Fred Jay) 3:33
5. Hold On I'm Coming (Isaac Hayes – David Porter) 4:00 (Ének: Precious Wilson)
6. Two of Us (John Lennon – Paul McCartney) 3:16
7. Ribbons of Blue (Keith Forsey) 2:00 (Album verzió. Az eredeti változat időtartama: 4:02)

### „B” oldal
1. Oceans of Fantasy (Kawohl – Zill – Jay) 5:26
2. El Lute (Frank Farian – Fred Jay – Hans Blum) 5:03
3. No More Chain Gang (Rainer Ehrhardt – Frank Farian – Fred Jay) 5:51
4. I'm Born Again (Fred Jay – Helmut Rulofs) 4:09
5. No Time To Lose (Frank Farian – Fred Jay – Stefan Klinkhammer) 3:26
6. The Calendar Song (January, February, March…) (Frank Farian) 3:24

George Reyam valójában Hans-Jörg Mayerrel azonos.

### CD (1994 és 2007)
1. Let It All Be Music (közreműködik: Precious Wilson) 4:55
2. Gotta Go Home 3:46
3. Bye Bye Bluebird 4:47
4. Bahama Mama 3:17
5. Hold On I'm Coming (ének: Precious Wilson) 3:37
6. Two of Us 3:16
7. Ribbons Of Blue 2:00
8. Oceans of Fantasy 5:07
9. El Lute 5:51
10. No More Chain Gang 5:24
11. I'm Born Again 4:09
12. No Time To Lose 2:56
13. The Calendar Song (January, February, March…) 2:41
14. I See a Boat on the River (bonus track a 2007-es kiadáson) 4:40
15. My Friend Jack (bonus track a 2007-es kiadáson) 4:40

## Közreműködők
- Liz Mitchell – ének (A1, A6, A7, B2, B4, B6), háttérvokál (A1, A2, A4, A7, B2, B3, B5, B6)
- Marcia Barrett – ének  (A1, B5), háttérvokál (A1, A2, A4, A6, A7, B2, B3, B5, B6)
- Frank Farian – ének (A1, B2, B3), ének és háttérvokál (A3, B1) háttérvokál (A1, A2, A4, A5, A6, A7, B3, B4, B5, B6)
- Precious Wilson – ének (A1), ének és háttérvokál (A5)
- Linda Blake – hang (A4)
- Bill Swisher – narrátor (B2)
- Gary Unwin – basszusgitár
- R. Besser – basszusgitár
- Keith Forsey – dobok
- Mats Björklund – gitár
- Nick Woodland – gitár
- Michael Cretu – billentyűs hangszerek
- Lisa Gordanier – szaxofon (alt)
- American Horns In Europe – fúvós hangszerek
- Lance Burton – szaxofon (bariton)
- Bobby Stern – szaxofon (tenor)
- Geoff Stradling – harsona
- Jim Polivka – trombita
- Scot Newton – trombita
- Etienne Cap – trombita (B1)
- Walter Raab – trombita (B1)
- Karl Bartelmes – trombita (B1)
- Benny Gebauer – szaxofon (B1)
- Dino Solera – szaxofon (B1), pánsíp (B2)
- George Delagaye – harsona (B1)
- Ludwig Rehberg Jr. – hangeffektek (B1)
- The Original Trinidad Steel And Showband – háttérelőadók
- Frank Farian – producer
- Rainer M. Ehrhardt – produkciós asszisztens
- Christian Kolonovits – keverés
- Keith Forsey – keverés
- Michael Cretu – keverés
- Stefan Klinkhammer – keverés
- Fred Schreier – hangmérnök
- Michael Bestmann – hangmérnök
- Tammy Grohé – hangmérnök
- Manfred Vormstein – művészeti vezetés, design
- Jürgen F. Rogner – illusztráció
- Didi Zill – fotós

A közreműködők közül Gary Unwin Dee D. Jackson háziszerzőjének számított, Keith Forsey Donna Summer lemezeinek elkészítésében is közreműködött. Mindkét zenész részt vett a Hot Blood nevű diszkóprojektben, akárcsak Stefan Klinkhammer és Nick Woodland. Christian Kolonovits a Chilly sikereiből vette ki a részét. Michael Cretu dolgozott a Goombay Dance Banddel és az Á La Carte nevű női poptrióval is. Később a rövid életű Moti Special tagja lett, majd szólókarrierbe kezdett, miközben felesége, Sandra pályafutását is egyengette.

## Különböző kiadások

### LP
- Anglia: Atlantic Records K50610.
- NSZK: Hansa Records 200 888–320 (7 különböző nyomás), 24x24" double gatefold sleeve.
- NSZK: Hansa 38 339 2.
- NSZK: Hansa 200 919–424, picture disc.

### CD
- Németország, 1994: BMG 74321 21270 2.
- Az Európai Unió és az Egyesült Államok, 2007: Sony–BMG 88697–08263–2.
 Bónuszfelvételek: I See a Boat on the River (Frank Farian – Fred Jay – Helmut Rulofs, 4:40), My Friend Jack (The Smoke, 4:40)

## Kimásolt kislemezek

### Anglia

#### 7"
- Hooray! Hooray! It's A Holi–Holiday (Frank Farian, Fred Jay) – 3:57 / Ribbons of Blue – 4:02 (Atlantic Records K11279, 1979)
- Hooray! Hooray! It's A Holi–Holiday – 3:57 / Ribbons of Blue – 4:02 (Atlantic K11279P, picture disc, 1979)
- Gotta Go Home (Edited 7" Mix) – 4:00 / El Lute – 4:58 (Atlantic K11351, 1979)
- I'm Born Again (7" Mix) – 4:17 / Bahama Mama (7" Mix) – 3:35 (Atlantic K11310, 1979)

#### 12"
- Hooray! Hooray! It's A Holi–Holiday – 3:57 / Ribbons of Blue – 4:02 (Atlantic Records K11279CT, transparent green vinyl, 1979)

### NSZK

#### 7"
- Hooray! Hooray! It's A Holi–Holiday – 3:57 / Ribbons of Blue – 4:02 (Hansa Records 100 444–100, 1979)
- Precious Wilson: Hold On I'm Coming – 4:10 / Funky Dancer (You Got Me Dancing) (Precious Wilson – Rainer Ehrhardt) – 3:09 (Hansa 100 803–100, 1979)
- El Lute – 4:58 / Gotta Go Home (7" Mix) – 4:40 (Hansa 100 804–100, 1979)
- El Lute – 4:58 / Gotta Go Home (Edited 7" Mix) – 4:00 (Hansa 100 804–100 második kiadás, 1979)
- I'm Born Again (7" Mix) – 4:17 / Bahama Mama (7" Mix) – 3:35 (Hansa 101 101–100, 1979)

#### 12"
- Gotta Go Home (12" Mix) – 5:04 / El Lute (12" Mix) – 5:51 (Hansa 600 081–213, 1979)
- Precious Wilson: Hold On I'm Coming (12" Mix) – 5:44 / Funky Dancer (You Got Me Dancing) (12" Mix) – 5:26 (Hansa 600 086–100, 1979)
- Bahama Mama (12" Mix) – 5:12 / I'm Born Again (7" Mix) – 4:17 (Hansa 600 166–100, 1979)

## Az album slágerlistás helyezései
- Anglia: 1979. szeptember. Legmagasabb pozíció: 1. hely
- Ausztria: 1979. október 15–től 18 hétig. Legmagasabb pozíció: 1. hely
- Hollandia: Legmagasabb pozíció: 3. hely
- NSZK: Legmagasabb pozíció: 1. hely
- Norvégia: 1979. A 38. héttől 19 hétig. Legmagasabb pozíció: 1. hely
- Svédország: 1979. október 5–től 13 hétig. Legmagasabb pozíció: 5. hely

## Legnépszerűbb slágerek
- Gotta Go Home / El Lute

Anglia: 1979. augusztus. Legmagasabb pozíció: 12. hely

Ausztria: 1979. szeptember 15-étől 16 hétig. Legmagasabb pozíció: 1. hely

Hollandia: Legmagasabb pozíció: 2. hely

Írország: Legmagasabb pozíció: 11. hely

Norvégia: 1979. A 32. héttől 15 hétig. Legmagasabb pozíció: 4. hely

NSZK: Legmagasabb pozíció: 1. hely

Svájc: 1979. augusztus 5-étől 14 hétig. Legmagasabb pozíció: 2. hely

Svédország: 1979. augusztus 10-étől 7. hétig. Legmagasabb pozíció: 10. hely
- Bahama Mama

Ausztria: 1980. március 1-jétől 2 hétig. Legmagasabb pozíció: 12. hely
- I'm Born Again

Anglia: 1979. december. Legmagasabb pozíció: 35. hely

Ausztria: 1980. január 15-étől 4 hétig. Legmagasabb pozíció: 9. hely

Hollandia: Legmagasabb pozíció: 11. hely

Írország: Legmagasabb pozíció: 12. hely

NSZK: Legmagasabb pozíció: 7. hely

Svájc: 1979. december 23-ától 7 hétig. Legmagasabb pozíció: 6. hely

Svédország: 1980. január 11-étől 1. hétig. Legmagasabb pozíció: 17. hely
- Ribbons Of Blue
- Oceans of Fantasy
- The Calendar Song (January, February, March…)